# 景宁文庙
景宁文庙位于中国浙江省丽水市景宁畲族自治县鹤溪街道人民南路72号，始建于明景泰三年（1452）设立景宁县时，后三易其址。最初位于县西北城外里余，由潘氏贯道书院改建而成，崇祯十四年（1641）迁至城北承恩门外五十余步石印山麓，清乾隆二十一年（1756）再迁城东春华门外敬山宫左，道光二十七年（1847）又迁城内上桥头（县治东隅二十步），即今址。
据清同治十二年（1873）《景宁县志》记载及附图，此时的景宁文庙布局为左学右庙，其中西路孔庙依次为万仞宫墙（前东西各有石牌坊一座，分别题德配天地、道贯古今，东南角、西南角侧墙上各辟一门，分别题礼门、义路）、棂星门五间、泮池泮桥、戟门七间（其中东侧两间为名宦祠，西侧两间为乡贤祠、土地祠）和大成殿三间（前有东西庑各三间），东路儒学依次为崇圣祠三间、明伦堂三间，其后为教谕署、训导署和祭器库等。现存西路孔庙部分建筑，除万仞宫墙外的两座石牌坊已不存、大成殿为近年重建外，其余基本为原物，建筑中戟门和东西庑为硬山顶，大成殿为重檐歇山顶。2010-2011年重修。